# Кубика
У математиці, плоска кубічна крива (або плоска крива третього степеня) — це плоска алгебрична крива {\displaystyle K_{3}}, загальне рівняння якої в декартовій системі координат має вигляд:
{\displaystyle A\cdot x^{3}+3B\cdot x^{2}y+3C\cdot xy^{2}+D\cdot y^{3}+3E\cdot x^{2}+6F\cdot xy+3G\cdot y^{2}+Hx+Iy+K=0}
де хоча б один з коефіцієнтів A, B, C, D не дорівнює нулю. 

Приклади кривих 3-го порядку.

Загальне рівняння кривої 3-го порядку має 10 коефіцієнтів. Оскільки крива не зміниться, якщо рівняння помножити на довільне ненульове число, то належним підбором множника можна будь-який коефіцієнт рівняння зробити рівним 1, і, таким чином, залишити 9 коефіцієнтів. 
Отже, простір кубічних кривих можна ототожнити з дійсним проєктивним простором {\displaystyle \mathbb {R} \mathrm {P} ^{9}} розмірності 9, відносно будь-якого даного поля C.
Звідси також випливає, що оскільки кубика має 9 ступенів вільності, то згідно з теоремою Крамера про алгебричні криві довільні 9 точок площини в загальному положенні однозначно визначають єдину невироджену криву 3-го порядку. Аналогічно до того, як дві точки однозначно визначають пряму, а п'ять точок визначають коніку.
Якщо через задану множину дев'яти точок проходять дві криві, то ці точки фактично визначають сімейство кубічних кривих, та мають додаткові властивості; див. теорему Келі-Бакараха.

Сингулярна кубічна крива y^{2} = x^{2} ⋅ (x + 1). Параметризація: t ↦ (t^{2} − 1, t ⋅ (t^{2} − 1)).

Невироджена плоска крива 3-го порядку може мати такі сингулярні (тобто особливі) точки: одну вузлову (подвійну) точку, або одну точку звороту (касп).
В цьому випадку вона має параметризацію в термінах проєктивної прямої. 
Вироджена плоска крива 3-го порядку (це або коніка та пряма, або три прямі), може мати дві подвійні вузлові точки чи точку самодотику (у випадку конічного перерізу і прямої), або до трьох подвійних точок чи однієї потрійної точки (конкурентні прямі у випадку трьох прямих).
Дійсні точки кубічних кривих вивчалися Ісааком Ньютоном. Дійсні точки несингулярної проєктивної кривої потрапляють до одного або двох «овалів». Один з цих овалів перетинає кожну дійсну проєктивну пряму, і, таким чином, не обмежений у випадку, коли крива розглядається в евклідової площині. Він існує у вигляді одної або трьох нескінченних гілок, що містять три дійсні точки перегину. Інший овал, якщо він існує, не містить жодної дійсної точки перегину і може бути або у вигляді овалу, або у вигляді двох нескінченних гілок. Як і для конічних перетинів, пряма перетинає цей овал не більше ніж у двох точках.
Несингулярна кубічна крива визначає еліптичну криву, над будь-яким полем C, для якого вона має визначену точку. Еліптичні криві тепер, зазвичай, вивчаються у вигляді еліптичних функцій Вейєрштрасса, які визначають квадратичне розширення поля раціональних функцій, зроблених шляхом добування квадратного кореня з кривої. Це залежить від наявності K-раціональної точки, яка слугує точкою на нескінченності в формі Вейерштрасса. Існує багато кубічних кривих, які не мають таку точку, наприклад, коли K — поле раціональних чисел.
Можна розглядати криві 3-го степеня над іншими полями (або навіть кільцями), наприклад, над комплексними числами. Окрім того, можна розглядати криві в проєктивній площині, що задаються однорідними багаточленами.
Альтернативне означення:
Плоска кубічна крива — це алгебрична крива {\displaystyle K_{3}}, що задана кубічним рівнянням F(x, y, z) = 0 в однорідних координатах x:y:z проєктивної площини. 
У випадку неоднорідних координат афінного простору, у рівнянні приймають z = 1. 
Функція F є ненульовою лінійною комбінацією щонайбільше десяти одночленів третього степеня: x3, y3, z3, x2y, x2z, y2x, y2z, z2x, z2y, xyz.

## Класифікація кривих третього порядку
Вперше класифікацію кривих 3-го порядку здійснив І. Ньютон в 1704 році, описавши в своїй роботі 72 криві. Однак пізніше Дж. Стірлінг та Ф. Ніколь доповнили його класифікацію ще шістьма кривими, які Ньютон неврахував.
Найбільш зручний принцип, що покладається в основу класифікації кривих 3-го порядку, є розподіл їх на групи в залежності від кількости та характеру їх нескінченних гілок.

### Класифікація Ньютона
І.Ньютон , застосовуючи елементарні перетворення, зводить загальне рівняння 3-го степеня (див. попередній розділ) до однієї з чотирьох канонічних форм::стор.8
{\displaystyle {\begin{aligned}&A:\qquad xy^{2}+ey&=ax^{3}+bx^{2}+cx+d\,;\\&B:\qquad xy&=ax^{3}+bx^{2}+cx+d\,;\\&C:\qquad y^{2}&=ax^{3}+bx^{2}+cx+d\,;\\&D:\qquad y&=ax^{3}+bx^{2}+cx+d.\end{aligned}}}
Потім за коефіцієнтами канонічного рівняння він формує допоміжне характеристичне рівняння 4-го (або 3-го) степеня:
{\displaystyle a\cdot x^{4}+b\cdot x^{3}+c\cdot x^{2}+d\cdot x+{\frac {e^{2}}{4}}=0}
або
{\displaystyle a\cdot x^{3}+b\cdot x^{2}+c\cdot x+d=0}
В залежности від різних співвідношень між коренями характеристичного рівняння, Ньютон поділяє всі криві 3-го порядку на 7 класів, 14 родів та 72 типи.
- Криві, рівняння яких зводиться до канонічної форми {\displaystyle A}, Ньютон поділяє на 4 класи:

{\displaystyle \qquad }Клас 1  Гіперболічні гіперболи {\displaystyle (a>0)} (розділяються в свою чергу на 4 роди):
1. Адіаметральні {\displaystyle (e\neq 0)} — без діаметрів; (9 типів кривих);
2. Монодіаметральні {\displaystyle (e=0;b^{2}\neq 4ac)} — з одним діаметром; (12 типів кривих);
3. Тридіаметральні {\displaystyle (e=0;b^{2}=4ac)} — з трьома діаметрами; (2 типа кривих);
4. Гіперболічні гіперболи з асимптотами, що перетинаються в одній точці {\displaystyle (b=0)}; (9 типів кривих).

{\displaystyle \qquad }Клас 2  Дефективні гіперболи {\displaystyle (a<0)}:
1. Адіаметральні {\displaystyle (e\neq 0)}; (6 типів кривих);
2. Монодіаметральні {\displaystyle (e=0)}; (7 типів кривих).

{\displaystyle \qquad }Клас 3  Параболічні гіперболи {\displaystyle (a=0;\,b\neq 0)}:
1. Адіаметральні {\displaystyle (e\neq 0)}; (7 типів кривих);
2. Монодіаметральні {\displaystyle (e=0)}; (4 типа кривих).

{\displaystyle \qquad }Клас 4  Гіперболізми конічних перетинів {\displaystyle (a=b=0)}:
1. Гіперболізм гіперболи {\displaystyle (c>0)}; (4 типа кривих);
2. Гіперболізм еліпса {\displaystyle (c<0)}; (3 типа кривих);
3. Гіперболізм параболи {\displaystyle (c=0)}; (2 типа кривих).

- Криві, рівняння яких зводиться до канонічних форм {\displaystyle B}, {\displaystyle C} та {\displaystyle D} налічуюють по одному класу:

{\displaystyle \qquad }Клас 5  Тризуб або Параболізм гіперболи;

{\displaystyle \qquad }Клас 6  Розбіжна парабола (цей клас поділяється на 5 типів);

{\displaystyle \qquad }Клас 7  Кубічна парабола.

### Класифікація Плюккера
Ю. Плюккер класифікує криві 3-го порядку (1835 р.) в задежности від положення асимптот та прямої {\displaystyle s}, що з'єднує точки перетину кривої з асимптотами.
Плюккер поділяє всі криві 3-го порядка на 6 класів::стор.28-30

{\displaystyle \qquad }1-й клас  містить гіперболічні та дефективні гіперболи. Криві цього класу мають три прямолінійні асимптоти.

{\displaystyle \qquad }2-й клас  містить параболічні гіперболи, що мають одну прямолінійну та одну параболічну асимптоти.

{\displaystyle \qquad }3-й клас  містить гіперболізми конічних перетинів. У кривих цього класу дві з трьох прямолінійних асимптот паралельні між собою.

{\displaystyle \qquad }4-й клас  містить розбіжні параболи, асимптотою яких є також розбіжна парабола.

{\displaystyle \qquad }5-й клас  містить тризубці, що мають одну прямолінійну та одну параболічну асимптоти.

{\displaystyle \qquad }6-й клас  містить кубічні параболи, які не мають асимптот.

Криві одного класу Плюкер поділяє на категорії, роди, види, групи та типи. Всього він налічує 219 типів кривих 3-го порядку.

## Властивості кривих третього порядку

### Формули Плюккера
1. Нехай

{\displaystyle n=k\cdot (k-1)-2t-3\omega } — порядок кривої ; 

{\displaystyle k=n\cdot (n-1)-2d-3r} — клас кривої (визначається кількістю дотичних до кривої, які можна провести з точки, що лежить поза кривою); 

{\displaystyle r=3k\cdot (k-2)-6t-8\omega } — кількість точок звороту; 

{\displaystyle d} — кількість інших подвійних точок ; 

{\displaystyle \omega =3n\cdot (n-2)-6d-8r} — кількість точок перегину; 

{\displaystyle t} — кількість подвійних дотичних; 

{\displaystyle p} — дефіцієнт кривої (різниця між можливою та наявною кількістю подвійних точок).

Згідно зі своїми формулами, Юліус Плюккер для кривої третього порядку представив ці залежності у вигляді таблиці, виділивши три типи кривих 3-го порядку::стор.95 :стор.201
| Тип   | n | k | r | d | ω | t | p |
| ----- | - | - | - | - | - | - | - |
| (I)   | 3 | 6 | 0 | 0 | 9 | 0 | 1 |
| (II)  | 3 | 4 | 0 | 1 | 3 | 0 | 0 |
| (III) | 3 | 3 | 1 | 0 | 1 | 0 | 0 |

Криві типів (II) та (III) є раціональними кубиками, та відомі як нодальні (мають особливу вузлову точку (або точку самоперетину), з двома дотичними в ній) та каспідальні (мають особливу точку звороту  — касп) кубики відповідно. Криві типу (I) є несингулярними кубиками (без особливих точок), тобто еліптичними кривими.

### Теореми
1. 1 Теорема Маклорена

Якщо в трьох точках перетину кривої 3-го порядку з деякою прямою провести до цієї кривої дотичні, то точки їх перетину з кривою лежать також на одній прямій.:стор.54
1. 2 Якщо пряма проходить через дві точки перегину кривої 3-го порядку, то вона обов'язково пройде і через третю точку перегину.[3]:стор.55

Згідно з цією теоремою, якщо крива має три точки перегину, то вони обов'язково дежать га одній прямій. 
1. 3 Якщо через чотири точки кривої 3-го порядку проведена крива 2-го порядку, яка перетинає задану криву ще в двох точках, то пряма, що проведена через ці дві точки, перетинає криву 3-го порядку в певній точці, що спільна для всіх кривих 2-го порядку, які проходять через чотири задані точки.[3]:стор.55

### Точки перегину, кратні точки
Відомо, що точки перегину алгебричної кривої збігаються з точками перетину цієї кривої та її гесіани.:стор.56
| Гесіаною алгебричної кривої {\displaystyle F(x,y)=0} називається крива, що визначається рівнянням {\displaystyle {\begin{vmatrix}F_{xx}&F_{xy}&F_{x}\\F_{xy}&F_{yy}&F_{y}\\F_{x}&F_{y}&0\end{vmatrix}}=0} |

Гесіана кривої 3-го порядку є крива 3-го порядку. Звідки випливає, що максимальна кількість точок перегину у кривої 3-го порядку не перевищує дев'яти. З них дійсними точками можуть бути лише три.
- Як довів Ф.Кляйн [4] :стор.161 для кривої {\displaystyle K_{n}^{k}} (крива n-го порядку та k-го класу) має місце співвідношення:

{\displaystyle n+\omega '+2t''=k+r'+d''}
де 

{\displaystyle \omega '} — кількість дійсних точок перегину; 

{\displaystyle r'} — кількість дійсних точок звороту; 

{\displaystyle d''} — кількість дійсних ізольованих точок; 

{\displaystyle t''} — кількість дійсних ізольованих дотичних.

З цих співвідношень випливає, що крива {\displaystyle K_{3}} має або три дійсні точки перегину (неособлива {\displaystyle K_{3}} та {\displaystyle K_{3}^{4}} з ізольованою точкою), або ж одну дійсну точку перегину ({\displaystyle K_{3}^{4}} з вузловою точкою та {\displaystyle K_{3}^{3}}).
- Крива 3-го порядку з вузловою точкою має одну дійсну точку перегину та дві уявні. У кривої 3-го порядку з ізольованою точкою всі три точки перегину дійсні.

Кожна крива 3-го порядку, яка не має подвійної точки, має щонайменше одну дійсну точку перегину (яка може бути і нескінченно віддаленою).:стор.56
- Крива 3-го порядку не може мати бьш ніж одну подвійну точку, а також не може мати потрійних точок.
- Крива {\displaystyle K_{3}} не може мати уявних подвійних точок, а також подвійних дотичних, оскільки подвійна дотична має з кривою не менш ніж чотири спільні точки.
- Криві 3-го порядку, які мають подвійну точку, є раціональними кривими.

Помістивши початок координат в подвійну точку, отримаємо рівняння кривої 3-го порядку у вигляді:
{\displaystyle A\cdot x^{3}+3B\cdot x^{2}y+3C\cdot xy^{2}+D\cdot y^{3}+3E\cdot x^{2}+6F\cdot xy+3G\cdot y^{2}=0}
Установивши, що {\displaystyle y=t\cdot x} отримаємо параметричні рівняння кривої 3-го порядку: {\displaystyle {\begin{cases}x(t)=-{\frac {3(E+2F\cdot t+G\cdot t^{2})}{A+3B\cdot t+3C\cdot t^{2}+D\cdot t^{3}}}\\y(t)=-{\frac {3t\cdot (E+2F\cdot t+G\cdot t^{2})}{A+3B\cdot t+3C\cdot t^{2}+D\cdot t^{3}}}\end{cases}}} , які є раціональними.
Раціональна крива 3-го порядку з вузловою (подвійною) точку, або точкою звороту (каспом), має одну дійсну точку перегину, а крива з ізольованою точкою — три дійсні точки перегину.:стор.57

### Полюси та поляри
Криву 2-го порядку, на якій лежать точки дотику дотичних, що проведені до кривої 3-го порядку {\displaystyle F(x,y,z)=0} з точки {\displaystyle P(x_{1},y_{1},z_{1})} називають першою полярою точки P відносно кривої {\displaystyle F(x,y,z)=0}, а саму точку {\displaystyle P} — полюсом.

Її рівняння в однорідних координатах x:y:z:
{\displaystyle {\begin{aligned}&x_{1}\cdot (A\cdot x^{2}+2B\cdot xy+C\cdot y^{2}+2E\cdot xz+2F\cdot yz+H\cdot z^{2})\,+\\+\,&y_{1}\cdot (B\cdot x^{2}+2C\cdot xy+D\cdot y^{2}+2F\cdot xz+2G\cdot yz+K\cdot z^{2})\,+\\+\,&z_{1}\cdot (E\cdot x^{2}+2F\cdot xy+G\cdot y^{2}+2H\cdot xz+2K\cdot yz+L\cdot z^{2})=0\end{aligned}}}
Точка {\displaystyle P} також має поляру відносно цієї кривої 2-го порядку; її називають другою полярою точки P  відносно кривої 3-го порядку. Ця поляра є прямою з рівнянням:
{\displaystyle {\begin{aligned}&x\cdot (A\cdot x_{1}^{2}+2B\cdot x_{1}y_{1}+C\cdot y_{1}^{2}+2E\cdot x_{1}z_{1}+2F\cdot y_{1}z_{1}+H\cdot z_{1}^{2})\,+\\+\,&y\cdot (B\cdot x_{1}^{2}+2C\cdot x_{1}y_{1}+D\cdot y_{1}^{2}+2F\cdot x_{1}z_{1}+2G\cdot y_{1}z_{1}+K\cdot z_{1}^{2})\,+\\+\,&z\cdot (E\cdot x_{1}^{2}+2F\cdot x_{1}y_{1}+G\cdot y_{1}^{2}+2H\cdot x_{1}z_{1}+2K\cdot y_{1}z_{1}+L\cdot z_{1}^{2})=0\end{aligned}}}
1. Перша поляра є геометричним місцем точок, другі поляри яких проходять через полюс;
2. Друга поляра є геометричним місцем точок, перші поляри яких проходять через полюс.

Якщо полюс знаходиться на самій кривій, то друга поляра збігається з дотичною. Оскільки при цьому полюс знаходиться на першій полярі, то друга торкається першої в полюсі, а отже, крива 3-го порядку та її перша поляра мають в полюсі дві спільні точки, що збігаються одна з одною. А отже, кількість інших їх спільних точок не перевищує 4.
- Друга поляра нескінченно віддаленої точки відносно кривої 3-го порядку є діаметром цієї кривої, та має рівняння:

{\displaystyle {\begin{aligned}(A+2Bm+Cm^{2})\cdot x+(B+2Cm+Dm^{2})\cdot y+(E+2Fm+Gm^{2})=0\end{aligned}}}
де {\displaystyle m} — кутовий коефіцієнт хорд, до яких цей діаметр є спряженим.
- Кожна хорда кривої 3-го порядку гармонічно ділиться цією кривою та першою полярою однієї з точок перетину цієї хорди з кривою.
- Перша поляра точки перегину є виродженою кривою 2-го порядку, а саме парою прямих, що перетинаються. Одна з цих прямих є дотичною до кривої 3-го порядку, а другу називають гармонійною полярою точки перегину кривої 3-го порядку.

Гармонійна поляра є геометричним місцем четвертих гармонічних точок щодо трьох точок перетину з кривою хорд, що проходять через точку перегину.:стор.57-60

## Приклади кривих 3-го порядку
Нижче наведено низку прикладів кривих 3-го порядку та їх рівняння

Кубічна парабола
{\displaystyle y=x^{3}}
Кубічна парабола/ графік функції полінома третього степеня y = ax3+bx2+cx+d
Декартів лист
{\displaystyle x^{3}+y^{3}-3axy=0}
Цисоїда Діокла
{\displaystyle (x^{2}+y^{2})x=2ay^{2}}
Конхоїда Слюза (x-1)(x2+y2) = ax2
Кубика з подвійною точкою
{\displaystyle y^{2}=x^{2}(x+1)}
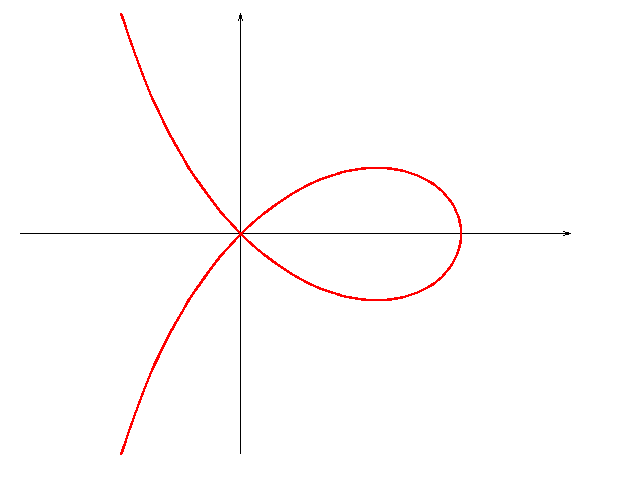
Строфоїда
{\displaystyle y^{2}=x^{2}{\frac {a-x}{a+x}}}
Напівкубічна парабола
{\displaystyle y^{2}=x^{3}}
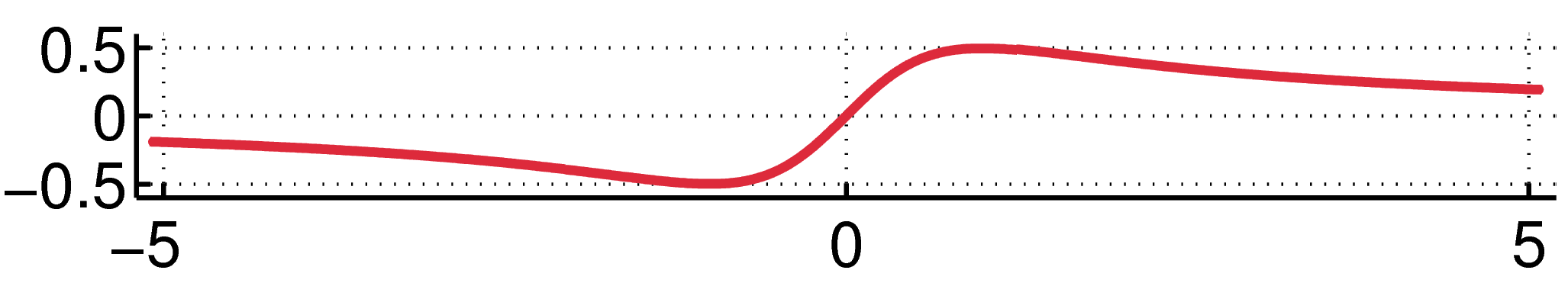
Змієподібна крива[en]
{\displaystyle y={\frac {abx}{x^{2}+a^{2}}}}
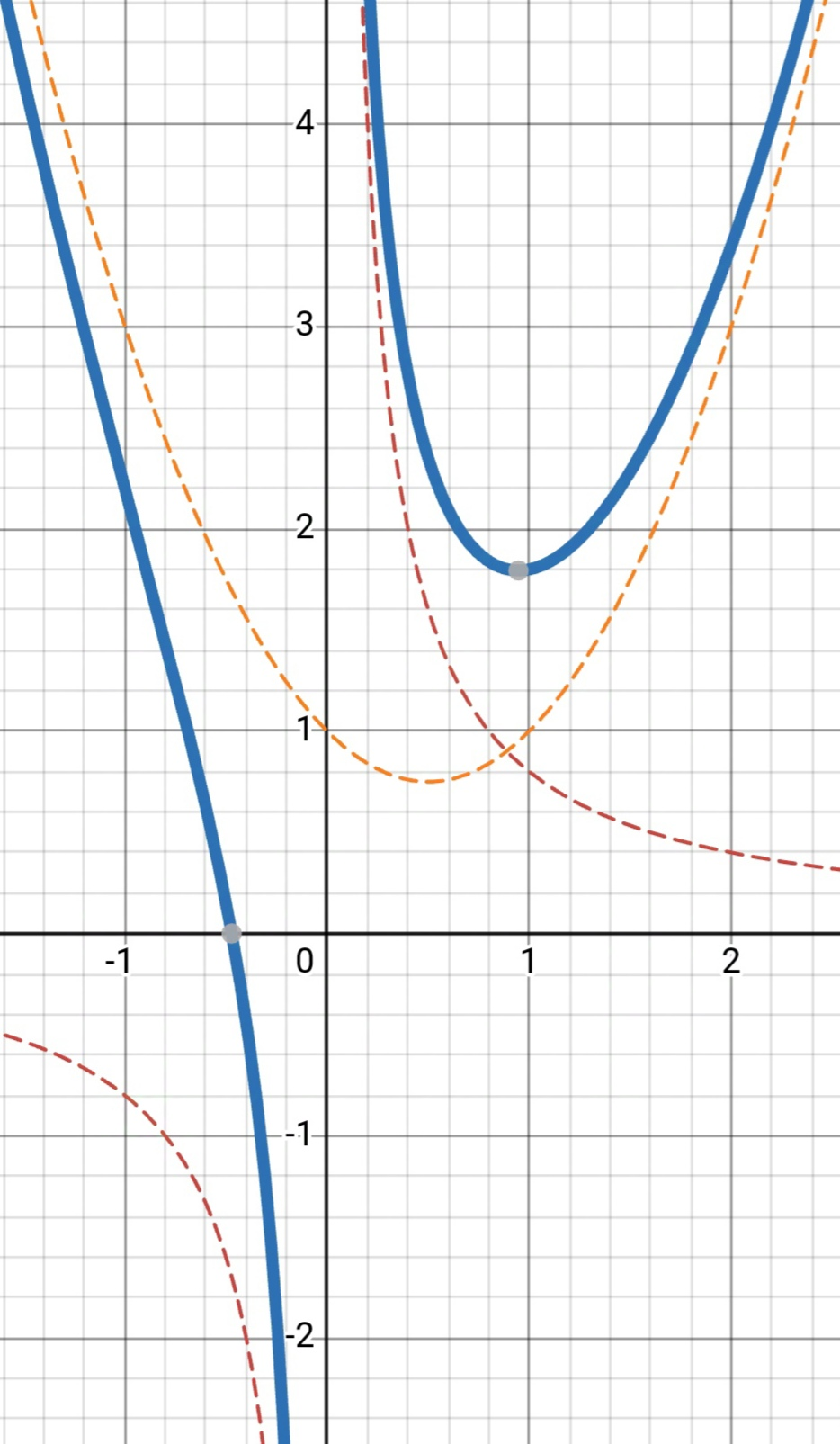
Тризуб xy+ax3+bx2+cx = d
Трисектриса Маклорена 2x(x2+y2) = a(3x2-y2)
Кубика Чирнгауза
{\displaystyle 3ay^{2}=x(x-a)^{2}}
Локон Аньєзі
{\displaystyle y={\frac {a^{3}}{x^{2}+a^{2}}}}

## Кубічні криві в площині трикутника
Нехай ABC — трикутник з довжинами сторін a = | BC |, b = | CA |, c = | AB |.

Всі кубічні криві, описані в цьому розділі, проходять через чудові точки трикутника.

У прикладах, наведених нижче, використовуються два види однорідних координат: трилінійні та барицентричні. Для переходу  від трилінійних координат до барицентричних в кубічному рівнянні слід зробити заміну наступним чином:
{\displaystyle x\to bcx,\quad y\to cay,\quad z\to abz;}
для переходу від барицентричних координат до трилінійних використовується заміна:
{\displaystyle x\to ax,\quad y\to by,\quad z\to cz.}
Більшість рівнянь кривих 3-го порядку мають вигляд:
{\displaystyle f(a,b,c,x,y,z)+f(b,c,a,y,z,x)+f(c,a,b,z,x,y)=0.}
У наведених нижче прикладах, такі рівняння записуються більш коротко в «циклічному запису суми», тобто:
{\displaystyle \sum _{\text{cyclic}}f(x,y,z,a,b,c)=0}
Кубічні криві, що описані нижче, можна означити через ізогональне спряження X* точки {\displaystyle X}, яка не лежить на стороні △ABC. 
Точка X* будується наступним чином. Нехай {\displaystyle L_{A}} — лінія, що отримана шляхом відбиття лінії {\displaystyle XA} відносно бісектриси внутрішнього кута {\displaystyle A};
 {\displaystyle L_{B}} і {\displaystyle L_{C}} означаються аналогічно. Тоді три лінії {\displaystyle L_{A}}, {\displaystyle L_{B}} та {\displaystyle L_{C}} перетинаються в одній точці X*.

В трилінійних координатах: якщо {\displaystyle X=x:y:z,} то {\displaystyle X^{*}={\tfrac {1}{x}}:{\tfrac {1}{y}}:{\tfrac {1}{z}}.}

### Кубика Нойберга
Рівняння в трилінійних координатах:
{\displaystyle \sum _{\text{cyclic}}(\cos {A}-2\cos {B}\cos {C})x(y^{2}-z^{2})=0}

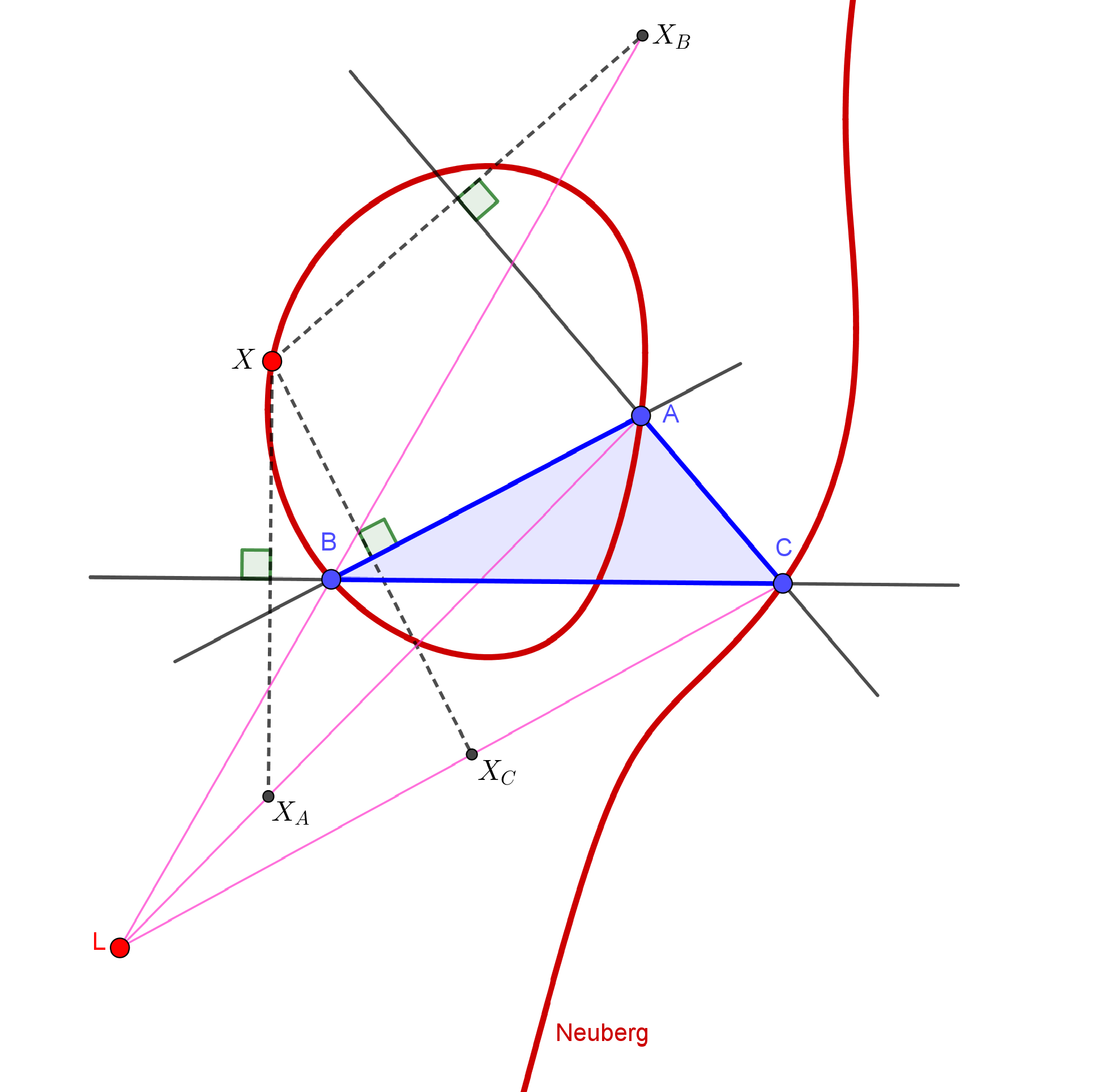
Кубика Нойберга трикутника △ABC

Рівняння в барицентричних координатах: 
{\displaystyle \sum _{\text{cyclic}}(a^{2}(b^{2}+c^{2})+(b^{2}-c^{2})^{2}-2a^{4})x(c^{2}y^{2}-b^{2}z^{2})=0}
Кубика Нойберга (названа на честь Джозефа Жана Батіста Нойберга)  — це геометричне місце точок точок {\displaystyle X} (ГМТ) таких, що ізогонально спряжені до них точки X* знаходяться на прямій {\displaystyle EX},  де {\displaystyle E} є точкою нескінченності Ейлера (X(30) в Енциклопедії центрів трикутника).
 Крім того, ця кубика є ГМТ точок {\displaystyle X}, таких, що трикутник △XAXBXC є перспективним до △ABC (тобто прямі AXA, BXB, CXC перетинаються в одній точці), де точки XA , XB, XC  отримані шляхом відбиття точки {\displaystyle X} відносно прямих {\displaystyle BC,\,CA,\,AB}, відповідно.
Кубика Нойберга проходить через наступні чудові точки трикутника: центр вписаного кола, центр описаного кола, ортоцентр, обидві точки Ферма, обидва ізодинамічних центра, точку нескінченності Ейлера, центри зовнівписаних кіл, основи висот △ABC  (вершини ортотрикутника),  вершини шести рівносторонніх трикутників, побудованих на сторонах △ABC та інші центри трикутника.
Графіки і властивості кубик Нойберга див. Кубику K001 Берхарда Гіберта в площині трикутника [Архівовано 9 квітня 2017 у Wayback Machine.].

### Кубика Томсона
Рівняння в трилінійних координатах:
{\displaystyle \sum _{\text{cyclic}}bcx(y^{2}-z^{2})=0}

Приклад кубики Томсона (чорна крива). Точка знаходиться на кубиці, таким чином, ізогонально спряжена до неї точка лежить на прямій.

Рівняння в барицентричних координатах: 
{\displaystyle \sum _{\text{cyclic}}x(c^{2}y^{2}-b^{2}z^{2})=0}
Кубика Томсона — це ГМТ точок {\displaystyle X} для яких ізогонально спряжена точка X* знаходиться на прямій {\displaystyle GX}, де {\displaystyle G} є центроїдом трикутника △ABC.
Кубика Томсона проходить через наступні чудові точки трикутника: центр вписаного кола, центроїд, центр описаного кола, ортоцентр, точка Лемуана, вершини {\displaystyle A,\,B,\,C}, центри зовнівписаних кіл, середини сторін {\displaystyle BC,\,CA,\,AB}, і середини висот △ABC, інші центри трикутника. 
Для кожної точки {\displaystyle P} на кубиці, окрім тих, що належать також сторонам трикутника, ізогонально спряжена до {\displaystyle P} точка також лежить на кубиці.
Графіки і властивості див. Кубику K002 в площині трикутника [Архівовано 24 липня 2012 у Wayback Machine.].

### Кубика Дарбу
Рівняння в трилінійних координатах:
{\displaystyle \sum _{\text{cyclic}}(\cos {A}-\cos {B}\cos {C})x(y^{2}-z^{2})=0}

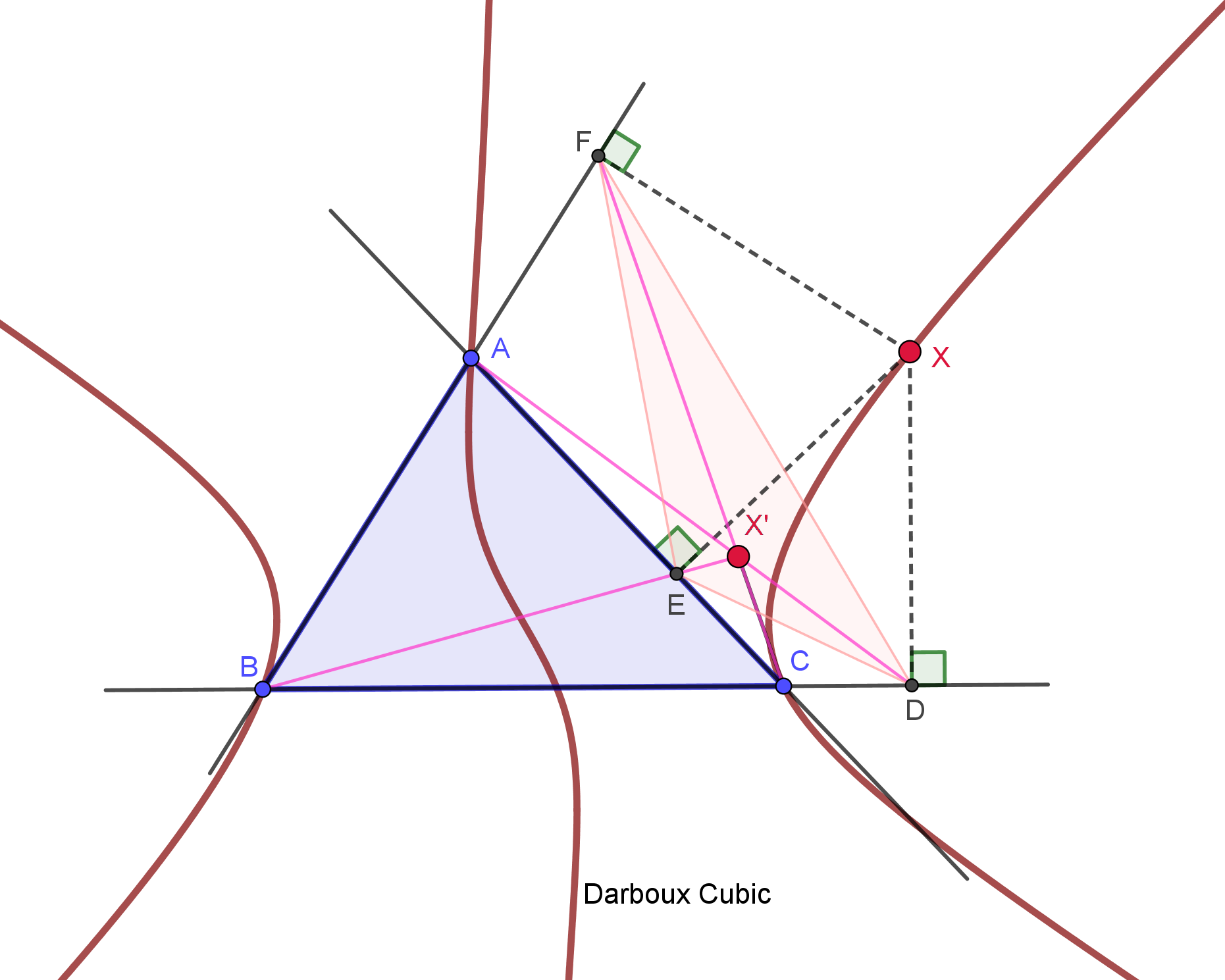
Кубика Дарбу трикутника △ABC: Геометричне місце точок X таких, що якщо D, E, F є підставами перпендикулярів, проведених з X на сторони BC, CA, AB, то прямі AD, BE, CF перетинаються в одній точці.

Рівняння в барицентричних координатах: 
{\displaystyle \sum _{\text{cyclic}}(2a^{2}(b^{2}+c^{2})+(b^{2}-c^{2})^{2}-3a^{4})x(c^{2}y^{2}-b^{2}z^{2})=0}
Кубика Дарбу — це ГМТ точок {\displaystyle X}, для кожної з яких ізогонально спряжена точка X* лежить на прямій {\displaystyle LX}, де {\displaystyle L}  — Точка Лоншама. 

Також кубика Дарбу є ГМТ точок {\displaystyle X} для кожної з яких її подерний трикутник відносно трикутника △ABC є також чевіанним трикутником деякої точки (яка лежить на кубиці Лукаса). 
Також ця кубика є ГМТ точок {\displaystyle X}, для кожної з яких її подерний та античевіанний трикутники є перспективними; центр перспективи лежить на кубиці Томсона. 
Кубика Дарбу проходить через наступні чудові точки трикутника: центр вписаного кола, центр описаного кола, ортоцентр, точку Лоншама, вершини {\displaystyle A,\,B,\,C}, центри зовнівписаних кіл, точки описаного кола, діаметрально протилежні до вершин {\displaystyle A,\,B,\,C}, інші центри трикутника.
Для кожної точки {\displaystyle P} на кубиці, окрім тих, що належать також сторонам трикутника, ізогонально спряжена до {\displaystyle P} точка також лежить на кубиці.
Графіки і властивості див. Кубику K004 в площині трикутника [Архівовано 24 липня 2012 у Wayback Machine.].

### Кубика Наполеона — Феєрбаха
Рівняння в трилінійних координатах:
{\displaystyle \sum _{\text{cyclic}}\cos(B-C)x(y^{2}-z^{2})=0}
Рівняння в барицентричних координатах: 
{\displaystyle \sum _{\text{cyclic}}(a^{2}(b^{2}+c^{2})+(b^{2}-c^{2})^{2})x(c^{2}y^{2}-b^{2}z^{2})=0}
Кубика Наполеона — Феєрбаха — це ГМТ точок X, для кожної з яких ізогонально спряжена точка X* лежить на прямій {\displaystyle NX}, де {\displaystyle N}  — центр кола дев'яти точок (N = X(5) в Енциклопедії центрів трикутника).
Кубика Наполеона — Феєрбаха проходить через центри вписаного і описаного кіл, ортоцентр, першу і другу точки Наполеона, вершини {\displaystyle A,\,B,\,C}, центри зовнівписаних кіл, проєкції центроїда на висоти і центри 6-ти рівносторонніх трикутників, побудованих на сторонах △ABC, інші центри трикутника.
Графіки і властивості див. Кубику K005 в площині трикутника [Архівовано 15 квітня 2016 у Wayback Machine.].

### Кубика Лукаса
Рівняння в трилінійних координатах:
{\displaystyle \sum _{\text{cyclic}}\cos(A)x(b^{2}y^{2}-c^{2}z^{2})=0}

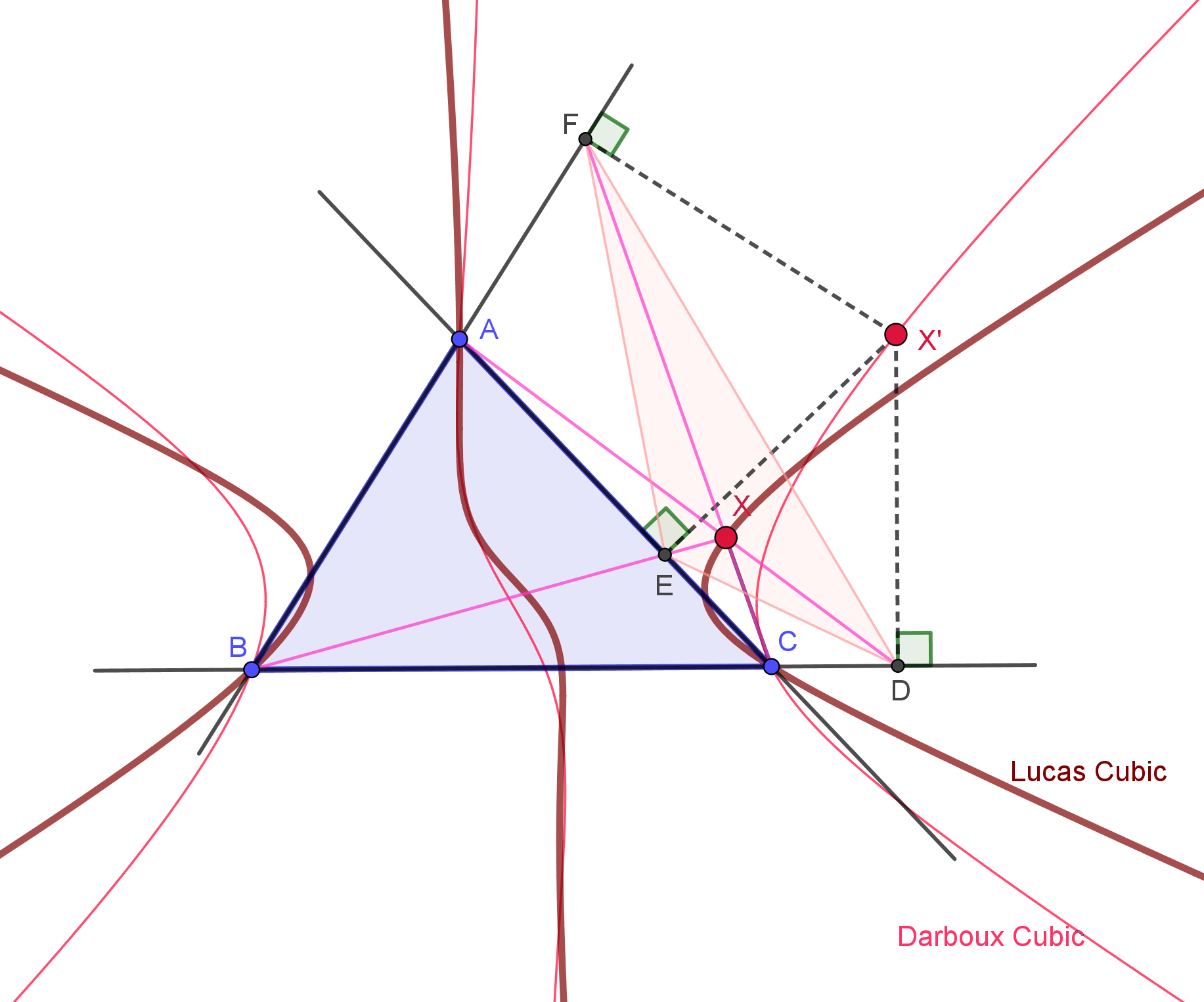
Кубика Лукаса трикутника △ABC: геометричне місце точок X, для кожної з яких її чевіанний трикутник є подерним трикутником деякої точки X', що лежить на кубиці Дарбу.

Рівняння в барицентричних координатах: 
{\displaystyle \sum _{\text{cyclic}}(b^{2}+c^{2}-a^{2})x(y^{2}-z^{2})=0}
Кубика Лукаса — це ГМТ точок X, для кожної з яких її чевіанний трикутник є подерним трикутником деякої точки X', що лежить на кубиці Дарбу.
Кубика Лукаса проходить через центроїд, ортоцентр, точку Жергона, точку Нагеля, точку Лоншама, інші центри трикутника, вершини антисерединного трикутника і фокуси еліпса Штейнера.
Графіки і властивості див. Кубику K007 в площині трикутника [Архівовано 18 січня 2017 у Wayback Machine.].